# 박병대
박병대(朴炳大, 1957년 9월 5일 ~ )은 대한민국의 대법관이었다. 경상북도 영주시 출신이다.

## 학력
- 창락초등학교(경북영주)
- 단양중학교
- 1976년 환일고등학교
- 1980년 서울대학교 법학 학사
- 코넬 대학교 로스쿨 법학 석사

## 경력
- 1979년 21회 사법고시 합격
- 1980년 9월 ~ 1982년 8월 제12기 사법연수원
- 1982년 9월 ~ 1985년 8월 대한민국 육군 법무관
- 1985년 9월 서울민사지방법원 판사.
- 대구지방법원 안동지원 판사.
- 대구고등법원 판사.
- 서울고등법원 판사.
- 대법원 법원행정처 송무심의관.
- 대법원 법원행정처 기획담당관.
- 춘천지방법원 원주지원 지원장.
- 서울고등법원 부장판사.
- 대법원 법원행정처 사법정책실 실장.
- 대법원 법원행정처 기획조정실 실장.
- 서울중앙지방법원 민사수석 부장판사.
- 서울고등법원 부장판사.
- 2011년 2월 ~ 2011년 5월 대전지방법원 법원장.
- 2011년 2월 28일 ~ 2017년 6월 1일 대법관
- 2014년 2월 ~ 2016년 2월 제21대 법원행정처 처장
- 2017년 6월 ~ 2019년 5월 성균관대학교 법학전문대학원 석좌교수
- 2017년 7월 ~ 2018년 3월 Berlin Freie Univeresität Visiting Scholar
- 2020년 12월 ~ 2022년 2월 법무법인 이제 고문변호사
- 엄홍길휴먼재단 고문
- 2022년 2월 ~ 김앤장 법률사무소 변호사

## 생애
경상북도 영주시에서 태어나 서울대학교 법대 4학년 재학 중 사법시험에 합격했다. 2011년부터 2017년까지 대법관을 역임했으며, 특히 32년 법관 생활 중에 9년을 법원행정처에서 재직하며 송무국장, 사법정책실장, 기획조정실장 등을 거쳤다. 민사판례연구회 소속 회원으로 차한성 후임으로 법원행정처장을 맡았다. 성씨인 ‘박’에 ‘카리스마’를 붙인 ‘박카리’라는 별명을 가진 박병대는 법원행정처장을 퇴임할 때 후배 법관들이 헌정한 문집 <법과 정의 그리고 사람>에서 "국장님 모시는 동안 제가 느낀 심정은 석가여래와 손오공" "나의 슈퍼에고, 박병대 대법관님" "국장님의 번뜩이는 기지와 참신한 아이디어는 마법의 열쇠" 등의 표현이 나온다.
법원행정처장으로 재직하던 2014년 3월 28일 오후 서울 서초동 대법원에서 열린 전국수석부장판사 회의에서 박병대는“최근 우리 법원을 바라보는 국민과 언론의 따가운 시선을 모두 느끼고 있을 것”이라며 “국민의 눈높이에 맞게 처신했는지를 돌아봐야 할 때”라고 말하면서 “처음에는 일부 범죄에 대한 양형기준 준수 문제로 논란이 촉발되더니 곧바로 어느 한 법관의 부적절한 행동으로 상황이 악화되고 벌금형의 환형유치와 관련해 세간의 이목이 집중됐다”며 “형평과 정의라는 사법의 근본 가치가 지켜졌는지를 두고 거센 비난이 일어나는 것이 작금의 상황”이라고 지적하면서 “국민이 걱정하는 목소리가 높아지고 있음에도 마냥 남의 일처럼 여기고만 있거나 가랑비에 옷 젖는 줄 모르고 무감한 것은 아닌지…냉철하게 현실을 진단할 필요가 있다고 생각합니다.”고 했다.
이명박 대통령이 임명한 양승태 대법원장 후임으로 유력했던 박병대는 박근혜 대통령이 탄핵으로 물러난 이후 사법 행정권 남용 의혹을 받다 2017년 6월 퇴임사를 통해 "재판의 생명이라고 할 수 있는 공정성과 중립성, 권력에 대한 감시 그리고 소수자 보호의 가치도 사법권 독립의 토대 위에서 실현될 수 있다. 사법권 독립과 법관 독립은 오로지 국민권익을 위한 것이라는 대의가 명경지수처럼 투명해야 한다"고 했으나 법원행정처 차장을 하다 직권남용으로 구속된 임종헌의 공소장에서 징용소송 ‘재판 거래’ 의혹, 헌법재판소 내부 정보 탐지·수집, 법관사찰, 통합진보당 전 의원 지위확인 소송 개입, 공보관실 운영비 횡령 등의 혐의에 있어 공동 정범으로 적시되었으며 특히 김기춘 전 실장이 강제징용 사건 대응방안을 논의하려고 소집한 2014년 10월 ‘2차 공관 회동’에 참석해 법원에 계류 중인 과거사 소송을 취합해 보고하고 2015년 8월에는 양승태 대법원장의 박근혜 전 대통령 독대를 앞두고 대법원 판결 중에서 ‘국정운영 협력사례'로 내세울 만한 사건들을 직접 선별한 것이 드러나 2018년 11월 19일 서울중앙지방검찰청에 출석하여 조사를 받았다.. 검찰은 "이미 구속된 임종헌 법원행정처 차장의 상급자로서 더 큰 결정 권한을 행사한 만큼 엄정한 책임을 묻는 게 사건의 전모를 밝히는 데 필요하다"고 하면서 "두 전직 대법관이 모두 혐의를 부인하고 하급자들과 진술이 상당히 달라 구속영장 청구가 불가피하다"며 "2014년 2월부터 2년간 법원행정처장을 지내면서 ▲ 일제 강제동원 피해자들이 일본 기업을 상대로 낸 민사소송 ▲ 전교조 법외노조 통보처분 관련 행정소송 ▲ 원세훈 전 국가정보원장 댓글 사건 형사재판 ▲ 옛 통합진보당 국회의원·지방의회 의원들의 지위확인 소송 등 여러 재판에 개입하거나 법관 독립을 침해하는내용의 문건 작성을 지시한 혐의로 12월 3일에 서울중앙지방법원에 구속영장을 청구했다.

### 주요 판결
부산고등법원 제3민사부 재판장으로 재직하던 2006년 조모(40)씨가 '공사기한이 지체돼 7천600만원의 손해를 입었다'며 건축업자 홍모(48)씨를 상대로 낸 손해배상 청구소송 항소심 선고공판에서 이례적으로 소송종료를 선언한 원심판결에 대해 '원고인 당사자가 변론기일 진행중 일시적으로 흥분해 소송의 원활한 진행을 방해한다는 이유로 법원이 진술을 금지한 경우 새로운 기일에 당사자가 진정됐다면 종전의 진술금지명령을 취소하거나 소송구조결정을 통해 변론을 진행시키는 것이 적합하다'며 '원심이 진술금지명령을 계속 유지한 것은 소송지휘권의 한계를 일탈한 것'이라고 하면서 사건을 창원지법으로 되돌려 보내 민사재판을 신속·원활하게 진행할 목적으로 당사자의 진술을 금지할 경우 국민의 기본권인 '재판을 받을 권리'를 침해하지 않는 범위내에서 최소한으로 이뤄져야 한다는 판결한 최초의 판례다.
서울중앙지법 민사합의50부 재판장으로 재직하던 2009년 동방신기 멤버인 영웅재중(본명 김재중), 시아준수(본명 김준수), 미키유천(본명 박유천)이 “13년이라는 전속 계약 기간은 사실상 종신 계약을 의미하고, 계약 기간에 음반 수익 배분 등 SM으로부터 합당한 대우를 받지 못했다”며 "전속계약효력을 정지시켜달라"는 SM엔터테인먼트를 상대로 낸 전속계약효력정지 가처분 신청 사건에서 “연예인 전속계약은 당사자 사이 고도의 신뢰관계를 전제로 유지되는데 신청인들과 피신청인 사이의 매니지먼트 계약의 토대가 되는 기본적 신뢰관계는 이미 무너진 것으로 보여 계약의 유·무효를 논하기에 앞서 양자간에 더 이상 정상적인 전속관계가 유지되기 어렵다고 판단된다 국내 연예시장에서 피신청인이 갖는 영향력을 감안할 때 본안판단이 장기화 될 경우 그 기간에 신청인들의 독자적 연예활동은 크게 제약될 것으로 예상된다”며 “이는 신청인들의 직업선택의 자유와 활동의 자유 등 헌법적 기본권까지 침해할 우려가 있다”는 이유로 가처분 신청을 일부 받아들이면서 “SM엔터테인먼트는 본안판결 선고 때까지 영웅재중 등 3명의 의사에 반해 방송·영화출연, 공연참가, 음반제작, 각종 연예행사 참가 등 연예활동에 관한 제3자와 계약을 교섭·체결해서는 안된다”고 밝혔다.재판부는 이어 “이들 멤버 3명이 방송사·음반제작사·공연기획사 등 제3자와 맺은 연예활동에 대해 소속사는 이의를 제기하거나 관계 중단을 요구하는 등으로 방해해서는 안된다”고 했다.(서울중앙지방법원2009카합2869)
서울고등법원 재판장으로 재직하던 2010년 재향군인회와 성우회 등 보수단체 회원들이 2009년 4월 '애국단체 회원' 또는 '전직 군인'임을 내세워 국무총리 소속 제주4·3위원회를 상대로 제기한 '4·3사건 희생자 결정 무효확인 청구소송' 항소심 선고공판에서 "원고들이 제주4·3사건과의 개인적 연관성을 주장하고 있으나 4·3희생자 결정과 법률적 이해관계가 없으므로 서울행정법원이 원고 적격이 없다는 이유로 각하 판결한 것은 정당하다"는 이유로 '항소 기각' 판결했다　재판부는고 항소 기각했다.
문화체육관광부가 김윤수 전 관장이 마르셀 뒤샹의 작품을 사들이면서 가격에 대해 충분히 검토하지 않았다거나 관세청 신고를 하지 않았다는 이유로 해임을 하자 해임무효 소송에서 1심을 맡은 서울행정법원 행정5부(재판장 이진만)는 "김윤수 전 관장의 해임이 정당하다"고 판단했지만, 항소심 재판부인 서울고법 행정9부(재판장 박병대)는 문화부가 해임 근거로 제시한 △작품수집지침 위반 △미술품 가격 결정 잘못 △국가계약법 시행규칙 위반 △관세법 위반 등 모든 이유에 대해 김윤수 전 관장의 잘못이 없다고 판단하면서 김윤수 전 관장은 항소심 진행 중에 계약기간이 끝나자 애초의 해임무효 청구소송을 미지급 급여를 청구하는 것으로 취지를 바꿨다.
2011년 5월25일 농협 저온저장고에 있던 썩은 무 185t을 사업장 폐기물 배출 신고 없이 제주시 지역 토지에 무단 투기한 혐의 등으로 기소돼 1심에서 각각 벌금 300만원과 벌금 350만원을 선고받았으나 항소심에서 무죄가 선고된 사건에서 대법원 1부에서 주심 대법관을 맡은 상고심에서 "농협 저온저장고는 '일련의 작업'으로 폐기물 5t 이상을 배출하는 사업장으로 봐야 하고, 이곳에서 배출된 썩은 무는 사업장폐기물에 해당한다"는 이유로 원심 판결을 파기하고 사건을 제주지법으로 돌려보냈다.
진실화해위 조사보고서 등의 증거능력은 "법원이 개별적으로 심리해야 한다"는 2013년 5월 대법원 전원합의체 판결에서 이인복 대법관 등 4명은 “수십년 동안 왜곡·은폐돼 내놓을 수 있는 증거에도 한계가 있다”며 “과거사위 결정의 증명력을 쉽게 부정해서는 안 된다”는 소수의 반대의견을 제시했을 뿐인 이때 주심이었던 박병대는 서울고법 부장판사로 재직중이던 2010년 5월 일제 작위를 받은 조선 왕실 종친인 이해승의 손자가 낸 친일재산 국가귀속결정 취소 소송에서 “작위 수여만으로 한일합병의 공이 있었다고 추단할 수 없다”는 이유로 1심을 파기하고 국가 패소 판결을 했다. 2020년 8월 9일 뉴스타파 방송에 의하면, 노무현 정권 당시 친일 반민족 행위자 재산 조사위원회의 국가가 환수 결정을 내린 재산의 1/3이 이해승 후손의 재산일 정도로 대표적으로 환수 했어야 하는 재산이였다고 한다. 그러나, 대표적인 친일파 이해승의 손자 이우영 (그랜드힐튼 서울호텔 회장 겸 동원 회장) 이 낸 소송에서 박병대가 내린 2심 선고가 ' 그 은사금은 한일 합방의 공로로 작위를 받은게 아니라, 당시 조선의 왕족이였기 때문에 받은 것'이라고 친일 재산 환수법 규정에 해당하지 않는다고,1심을 파기 한 것이다. 이때의 박병대 판결이 있은 이후 친일반민족행위자 재산의 국가귀속에 관한 특별법에서 친일반민족 행위로 규정한‘한일합병의 공으로 작위를 받거나 이를 계승한 행위’가운데 ‘한일합병의 공으로’란 문구를 빼는 개정안이 통과되었다. 그러나, 2020년 8월 9일 뉴스타파 방송에 의하면,이 조차도 김을동 의원이 대표 발의한 일제 강점하 반 민족행위 진상 규명에관한 특별벌 일부 개정 법률안의 원래 개정안에 없던, 이미 확정된 판결은 적용되지 않는다는 조항이 추가 되었다. 이를 18대 국회는 그대로 통과 시켰다. 따라서 친일파 이해승의 손자 재산은 국가가 환수 못하게 되었다. 이해승의 후손들에게 부칙 조항을 만들어 면죄부를 준것이다. 당시 국회의장은 박희태였다.
2014년 3월 뉴발란스 미국 본사가 "상표권을 침해하지 말라"며 국내 운동화 제조업체 U사를 상대로 제기한 상표권 권리확인 청구소송에서 대법원 전원합의체의 주심 대법관을 맡은 상고심에서 뉴발란스의 상표인 'N'은 알파벳 문자에 불과해 상표로서 식별성이 없다는 것이 특허법원(원심)의 판단으로 원고패소 판결한 원심에 대해 "'N'이라는 상표가 등록된 1984년에는 '뉴발란스'라는 상표가 유명하지 않아 식별성이 없었지만 "상표 등록분쟁이 발생한 2011년에는 식별성이 생겼다"는 이유로 사건을 특허법원으로 돌려보냈다.
2013년 5월 대법원 전원합의체 주심 대법관을 하면서 한국전쟁 민간인학살 사건의 소멸시효를 진실·화해를 위한 과거사 정리위원회(진실화해위) 결정일로부터 3년이라고 판시했고 2013년 12월 대법원 1부에서 주심 대법관을 하면서 "조작간첩 사건의 형사 재심 무죄 확정일 또는 형사보상 결정 확정일로부터 6개월 내에 손해배상 소송을 내야 한다"고 했다.
| 전임 차한성 | 제22대 법원행정처장 2014년 2월 24일 ~ 2016년 2월 22일 | 후임 고영한 |